# Alfred Heinrich Jung
Alfred Heinrich Jung (* 1954 in Salchendorf, Kreis Siegen) ist ein deutscher mittelständischer Unternehmer und mehrfach ausgezeichneter Entwickler von umweltschonenden Dichtungen für Flanschverbindungen in industriellen Anlagen wie Chemie- und Petrochemiewerken sowie Raffinerien.

## Ausbildung und beruflicher Werdegang
Jung wurde als Werkzeugmacher ausgebildet. Anschließend studierte er Maschinenbau und ergänzte sein Know-how mit einem Aufbaustudium zum Technischen Betriebswirt. In den darauffolgenden Jahren arbeitete Jung bei einigen internationalen Konzernen als Verkaufsingenieur und Vertriebsleiter von metallarmierten und Metall-Dichtungen für Raffinerien, chemische und petrochemische Anlagen. 
Im November 1988 machte sich Jung selbständig und gründete sein eigenes Handelsunternehmen „Alfred Jung“. Der Unternehmensgegenstand umfasst den Handel mit metallischen und nicht-metallischen Dichtungen für  Flanschverbindungen. Daneben widmete sich Jung der Entwicklung neuer dichtungstechnischer Produkte. 1999 firmierte er sein Unternehmen um in die „Jungtec GmbH & Co. KG“. Neben dem Vertrieb begann er nun auch mit der Produktion seiner eigens entwickelten Dichtungen. 2004 verlegte er den Sitz seines Unternehmens von Ottobrunn bei München ins nordrhein-westfälische Pulheim bei Köln, in die Region mit dem größten Chemiegürtel Deutschlands. 
Als Unternehmer will Jung einen substantiellen Beitrag zum Schutz der Umwelt leisten. Wie der Generalsekretär der Deutschen Bundesstiftung Umwelt (DBU) Fritz Brickwedde bei Bekanntgabe der Umweltpreisträger 2004 betonte, gebe es „nur wenige Unternehmer, die den Umweltschutz so prägnant als Firmenziel definierten und für die der Umweltschutz eine so herausragende Bedeutung habe wie bei Jung.“ Damit steht Jung in der Tradition seines Großvaters. Dieser hatte sich für die Renaturierung des Hellbachtals im Siegerland eingesetzt.

## Flanschdichtungen
Alfred Jung entwickelt Flanschdichtungen, die vor allem in Anlagen der Chemie- und Petrochemiebranche, in großen Raffinerien und Industrieanlagen eingesetzt werden. Die einzelnen Rohrstücke dieser Anlagen werden durch sogenannte Flansche verbunden. Dabei werden die beiden an den Rohrenden befindlichen kreisförmigen Flanschblätter (die Flanschdichtflächen) zusammengeschraubt und dazwischen mit Hilfe von Dichtungen abgedichtet. Jedoch können selbst Dichtungen, die eine „technische Dichtheit“ entsprechend den Vorgaben der einschlägigen DIN- und EN-Normen sowie der VDI 2290 aufweisen, nicht verhindern, dass gewisse Mengen gasförmiger Emissionen von den durch die Anlagen gepumpten Stoffe austreten. Laut Brickwedde, BDU, gelangen jährlich mehrere Millionen Tonnen sogenannter VOC, also flüchtige organische Verbindungen, als teilweise krebserregende Emissionen in die Atmosphäre und belasten die Umwelt. 
Genau dieser Problematik widmet sich Jung mit seinen dichtungstechnischen Entwicklungen. Diese zeichnen sich dadurch aus, dass die sich auf der Jungtec-Dichtung befindliche Graphitdichtleiste dreifach verkapselt ist. Durch diese Verkapselung können Druckschwankungen in den Rohren besser ausgeglichen werden. Deshalb gewährleisten die Jungtec-Dichtungen eine außerordentliche Dichtheit. Dies bestätigen Tests von Wissenschaftlern der international renommierten Universität Stuttgart. Bereits im Jahr 2000 prüften sie das Abdichtverhalten einer der Jung‘schen Dichtungen, der Flanschdichtung „JUNGTEC J-G2“. Ihr Ergebnis zeigt: Die Leckagerate der Jungtec-Dichtung ist um rund 3 bis 8 Größenordnungen geringer als es nationale und US-Normen vorschreiben. 
„Die Jungtec GmbH“, so die DBU im Oktober 2004, „hat Dichtungsprobleme gelöst, die als nicht lösbar galten. Durch Verwendung von Jungtec-Dichtungen können 98 Prozent aller Flachdichtungstypen abgedeckt werden. Jungtec-Dichtungen sind ein bezahlbarer Beitrag zum Umweltschutz für alle Anwender weltweit.“
Mittlerweile hält Jung drei Weltpatente für die von ihm entwickelten Dichtungssysteme. Zudem erhielt er zahlreiche Auszeichnungen, darunter sogar der Deutsche Umweltpreis 2004 aus den Händen des damaligen Bundespräsidenten Horst Köhler.

## Auszeichnungen
- 2002: Kölner Umweltpreis
- 2003: VDI Nachrichten-Preis (VDI = Verein Deutscher Ingenieure)
- 2004: Deutscher Umweltpreis, verliehen von Bundespräsident Horst Köhler
- 2006: Kölner Innovationspreis
- 2007: Senator h. c. des Wirtschaftssenats vom Bundesverband mittelständische Wirtschaft (BVMW)
- 2009: Innovationspreis der deutschen Wirtschaft, verliehen von der Bundesministerin für Bildung und Forschung Annette Schavan

## Entwicklungen und Weltpatente
- 1989: Feinprofil der Kammprofildichtungen
- 1997: Vario-Zentriersystem (Patente in vielen Industrieländern)
- 1996: Gekapselte Profildichtung (Patente in vielen Industrieländern)
- 1999: Geprägte Metalldichtung mit metallischer Federcharakteristik(Patent in vielen Industrie- und Schwellenländern), Typ „ECO“ und „VISIO“.
- 2007: Geprägte gekapselte Kammprofildichtung mit metallischer Federcharakteristik(Patent in vielen Industrie- und Schwellenländern), Typ „Revolution“